# Grêmio Foot-Ball Porto Alegrense
El Grêmio Foot-Ball Porto Alegrense, conocido popularmente como Grêmio, es un club de fútbol de la ciudad de Porto Alegre en el estado de Río Grande del Sur, Brasil. Fue fundado por inmigrantes alemanes e ingleses el 15 de septiembre de 1903. Participa en el Campeonato Brasileño de Serie A. Sus colores son azul, negro y blanco.
El Grêmio Foot-Ball Porto Alegrense es uno de los clubes de fútbol más grandes de Brasil, y uno de los más tradicionales de América Latina.
Su clásico rival histórico es el Internacional, con el cual disputa el Grenal o Clásico Gaúcho, considerada la mayor y más importante rivalidad deportiva entre equipos de fútbol del estado de Rio Grande do Sul y una de la rivalidades más importantes de Brasil.
De los títulos logrados por Grêmio, se destacan una Copa Intercontinental, tres Copa Libertadores de América, dos Recopa Sudamericana (en 1996 y 2018), dos Campeonatos Brasileños, cinco Copas de Brasil y una Supercopa de Brasil. Fue el primer club fuera de la región Sudeste en conquistar títulos de dimensión continental y mundial, siendo campeón de América y del Mundo en 1983. También ganó una Copa Sur y un Campeonato Sur-Brasileño. A nivel estatal, ha sido campeón cuarenta y dos veces en el Campeonato Gaúcho, tres veces en la Recopa Gaúcha y una vez en la Copa FGF.
Su mayor logro deportivo lo obtuvo en 1983, cuando se consagró  campeón del mundo al derrotar en el Estadio Nacional de Tokio al campeón europeo: Hamburgo de Alemania en la final de la Copa Intercontinental. Gracias a este importante logro pertenece al grupo selecto de los únicos 31 equipos en el mundo que han ganado el máximo campeonato de clubes de fútbol a nivel mundial.
Grêmio es uno de los clubes de fútbol más populares de Brasil, con una multitud estimada de más de ocho millones de personas en el país. Según una encuesta por muestreo realizada por Datafolha en agosto de 2019, el 4% de la población brasileña apoya al Grêmio, que tiene la quinta mayor afición del país, empatado con Vasco da Gama y el Cruzeiro.
Disputa sus partidos de local en el Arena do Grêmio, inaugurado en diciembre de 2012. Antes, el club contó con los estadios de la Baixada (de 1904 a 1954) y el Olímpico, inaugurado en 1954 y rebautizado en 1980 como Olímpico Monumental.
Actualmente se encuentra en el puesto 16.º de la clasificación mundial de clubes elaborado por la Federación Internacional de Historia y Estadística de Fútbol (IFFHS), en el puesto 3.º de la clasificación continental de la Conmebol y es el 3.º de la clasificación de Brasil. En 2017 Forbes lo incluyó como el tercer club de fútbol más valioso de América con un valor estimado de $ 295,5 millones.

## Historia

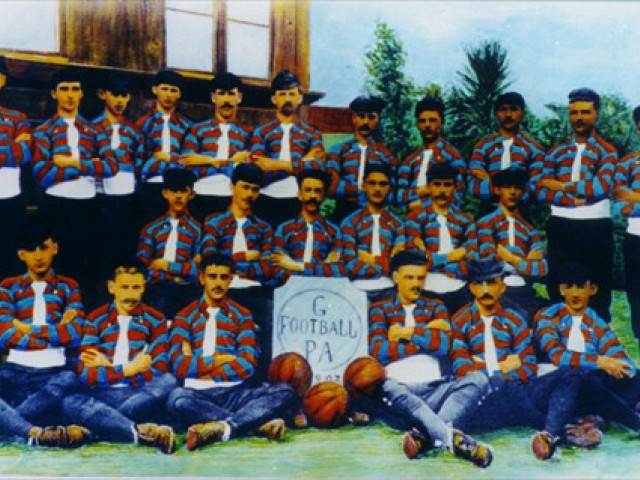
Grêmio 1903.

El 7 de septiembre de 1903, el Sport Club Rio Grande, primer equipo de fútbol de Brasil, juega un partido de exhibición en Porto Alegre. Tras el partido, un empresario de Sorocaba llamado Cândido Días, que vivía en Porto Alegre, impresionado con el deporte, recibe las instrucciones para fundar un nuevo equipo. Agrupadas por las afinidades del idioma y en la preservación de la cultura y añoranzas de la tierra natal, las colonias fundaron clubes que acabaron aportando un gran legado al fomento del deporte.
El 15 de septiembre de 1903, 32 personas incluyendo a Cândido Dias se reúnen en el Centro de Porto Alegre en el Salão Grau, restaurante de un hotel de la calle Quince de Noviembre (actual calle José Montauri) y fundan el Grêmio, eligiendo a Carlos Luiz Bohrer como primer presidente. El club busca reunir a la comunidad alemana de la ciudad. Los autores Janice Mazo y Adroaldo Gaya sustentan la idea del proceso a través del cual «las primeras asociaciones deportivas fueron fundadas en Porto Alegre por los teutobrasileros inmigrantes alemanes y sus descendientes en la segunda mitad del siglo XIX. Algunos estudios sugieren que las asociaciones en general constituyeron espacios de representación de la identidad cultural teutobrasileña a través de la conservación del idioma alemán en documentos y comunicación oral, en la adopción de símbolos y exaltación de héroes alemanes y con el incentivo de las prácticas deportivas en busca de disciplina y salud corporal, existiendo limitaciones en la raza de los jugadores. Solo hasta la década de 1950, Osmar Fortes Barcellos, rompería el tabú convirtiéndose en el primer jugador de raza negra que juega en Grêmio.[cita requerida]
El 6 de marzo de 1904 se realiza el primer encuentro entre equipos de la ciudad de Porto Alegre. Grêmio vence 1-0 al Fussball Club Porto Alegre, equipo que se fundó el mismo día que Grêmio y también por parte de la comunidad Alemana. Grêmio se convierte en el favorito entre dicha comunidad. Para un entendimiento mayor de la importante presencia alemana en la formación de la base deportiva en Río Grande del Sur y su asimilación en la cultura gaúcha, conviene aproximarse a los estudios desarrollados por inmigrantes. El 18 de julio de 1909, Grêmio vence 10-0 al Sport Club Internacional, que más tarde se convertiría en el gran rival tricolor, siendo conocidos sus partidos como los derbis Gre-Nal. El 25 de agosto de 1912, consigue su mayor goleada, tras derrotar por 23-0 al Sport Clube Nacional de Porto Alegre. En 1918 se crea la Federação Rio-Grandense de Desportos, con Grêmio como uno de los clubs que participaron en el primer campeonato estatal, en 1919, lo cual venció el Brasil de Pelotas. En 1921, con el portero Eurico Lara, consigue su primer título en el Campeonato Gaúcho.
El 19 de mayo de 1935, Grêmio se convierte en el primer equipo de Rio Grande do Sul que derrota a un equipo paulista al vencer por 3-2 al Santos.[cita requerida] También es el primer equipo de fuera del Estado de Río de Janeiro que juega en el Estadio Maracaná, derrotando al Flamengo por 3-1 el 15 de noviembre de 1950. El 25 de febrero de 1959, es el primer equipo de fuera de la Argentina que derrota a Boca Juniors en la Bombonera por 4-1. Consiguió el 3 de mayo de 1981 su primer título en la Serie A del Campeonato Brasileño de Fútbol, derrotando en la final al São Paulo. En 1983 consigue su primer título internacional, al ganar la final de la Copa Libertadores al Club Atlético Peñarol de Uruguay. Ese mismo año se hace con la Copa Intercontinental tras derrotar al Hamburgo de Alemania por 2-1. En 1989 Grêmio vence en la primera edición de la Copa de Brasil. En 1991 desciende a la segunda división Serie B del Campeonato Brasileño de Fútbol, ascendiendo nuevamente en 1992. En 1994 consigue su segunda Copa de Brasil tras derrotar en la final al Ceará Sporting Club.

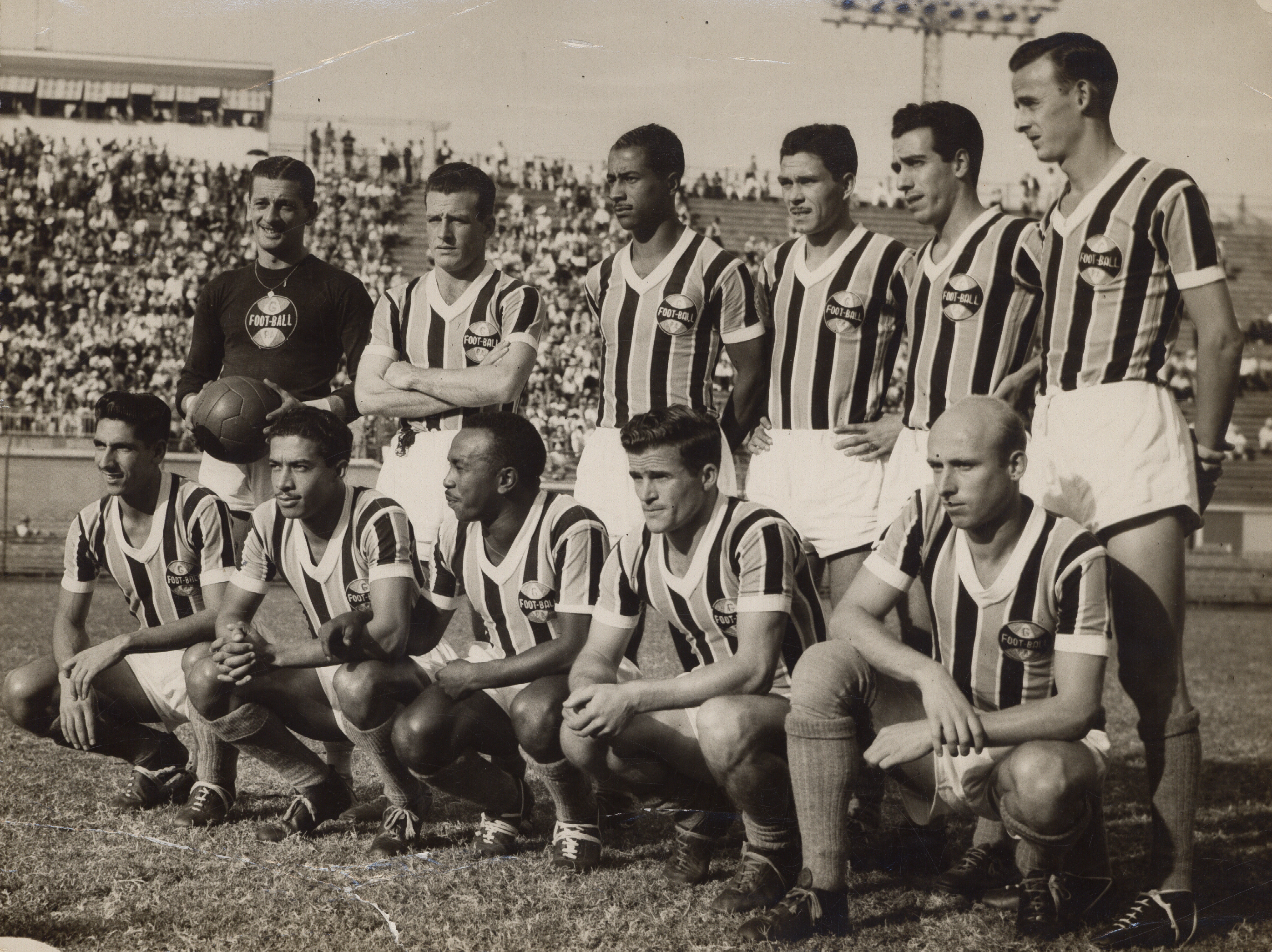
Grêmio, años 1970.

En 1995, con Luiz Felipe Scolari como técnico, consigue su segunda Copa Libertadores tras derrotar en la final al Atlético Nacional de Colombia. Sin embargo en la Copa Intercontinental es derrotado en los lanzamientos de penaltis por el Ajax de Países Bajos. En ese año se destacaron jugadores como los delanteros Paulo Nunes y Mário Jardel, siendo este último el goleador de aquel equipo. El 15 de diciembre de 1996, Grêmio consigue su segundo título nacional, tras derrotar a Portuguesa en la final. En 1997 se hace nuevamente con la Copa de Brasil, derrotando en la final al Flamengo. En 2001, repetiría este logro, tras vencer en la final al Corinthians. En 2004, tras una pobre temporada desciende a la segunda división.
El 26 de noviembre de 2005 regresa nuevamente a la primera división, tras un recordado partido contra el Náutico en Recife, en el que a pesar de ser expulsados 4 jugadores de Grêmio y 2 penales para el equipo contrario, se consigue la heroica victoria por 1-0 (gol de la revelación Anderson y con ello el primer puesto en la Serie B. Ese año queda marcado en la historia del Club por la fidelidad de su hinchada, que tuvo el tercer mejor índice taquillero de las 3 divisiones nacionales del fútbol de Brasil en el año.
En 2006 gana, después de 5 años, el Campeonato Gaúcho, tras empatar a un gol con su rival el Sport Club Internacional. En el Campeonato Brasileño queda en la tercera posición y conquista una de las plazas directa para la Copa Libertadores de América en el 2007, terminando primero en el grupo 3. En octavos de final se enfrentó a São Paulo, derrotándolo 2-1 en el marcador global. En cuartos de final venció a Defensor Sporting de Uruguay. Luego de empatar 2-2 en el marcador global, el equipo Gaúcho derrotó al uruguayo en lanzamientos desde el tiro penal con un marcador 4-2. La semifinal la disputó frente a Santos en el partido de ida en Porto Alegre el equipo tricolor ganó 2-0. En la vuelta en Santos fue victoria para el local 3-1, dejando el marcador global en empate a 3, pero por marcar un gol en condición de visitante, Grêmio avanzó a la final frente a Club Atlético Boca Juniors, perdiendo el primer partido por 3 a 0 en condición de visitante y por 2 a 0 como local, terminando con un global de 5 a 0 a favor del equipo argentino, la mayor diferencia ocurrida en la historia de las finales.
Grêmio es el club que más ha participado de la primera división de la liga brasileña. Son 53 participaciones desde 1959 hasta 2012, a excepción de 1992 y 2005. Grêmio anotó el primer gol en la historia de la liga brasileña después de 70 años antes de la unificación de los campeonatos nacionales. En 1971, con Néstor Scotta el 7 de agosto en el partido frente a São Paulo: São Paulo 0-3 Grêmio en el Morumbi de São Paulo Futebol Clube. Grêmio fue el primer club en Brasil campeón de la Copa do Brasil en 1989. También fue el primer equipo en ganar el segundo, tercero y cuarto título antes que cualquier otro equipo. Las tres primeras copas las consiguió en condición de invicto.
Grêmio tiene el récord nacional de imbatibilidad en casa. Entre 13 de septiembre de 2008 y 9 de abril de 2010, el Tricolor ganó 36 y empató 13, una racha invicta de 51 partidos. En la temporada 2009, el Tricolor fue el primer club en la historia del Campeonato Brasileño que terminó la competición invicto en casa desde que se haya puesto en marcha la fórmula de puntos consecutivos.
En 2013, con nueva regulación, el Grêmio volvió a ser líder. El Grêmio es la marca de club brasileño que más creció desde 2004. Según el estudio, el Grêmio ha crecido un 218 %. Igualmente, tiene el segundo mayor número de socios de todos los clubes en Brasil. En 2011 el club ascendió a 60.000 socios pagando las cuotas al día.
Fue el primer equipo de fuera de Río de Janeiro que ganó en el Maracaná Flamengo 1-3 Grêmio en 1950. Anotaron para el Grêmio: Geada, Clorí y Balejo. El partido se llevó a cabo el 15 de noviembre, aniversario de Flamengo. Fue el primer equipo fuera de Argentina que ganó a Boca Juniors en la Bombonera con marcador de 1-4. El partido se llevó a cabo el 25 de febrero de 1959, con Gessy anotando cuatro goles gremistas. Grêmio fue el primer equipo gaúcho que ganó en Minas Gerais, fue 4-1 ante Atlético-MG. El partido se llevó a cabo el 18 de octubre de 1959. Grêmio fue el primer club gaúcho que le ganó a un club paulista. Esto ocurrió en 1935 y el marcador fue Grêmio 3-2 Santos. Hasta marzo de 2012, Grêmio ha sido el único club gaúcho que le ganó a Santos en Vila Belmiro. La primera vez fue 1-0 por el torneo selectivo para la Libertadores del 2000. Repitió el hecho en 2011 cuando le ganó a Santos por 1-0 en partido válido por la liga nacional. Es el único club en el mundo[cita requerida] que no solo ganó, sino que se llevó un campeonato con solo siete jugadores. El hecho generó publicaciones y películas. Sucedió el 26 de noviembre del 2005 cuando en el partido decisivo de la Serie B tuvo cuatro jugadores expulsados, dos penales en su contra y, aun así, le ganó a Náutico en su estadio 0-1. El partido es comúnmente recordado como La Batalla de los Aflitos, referencia al nombre del estadio Aflitos.

### Nueva etapa de éxitos deportivos

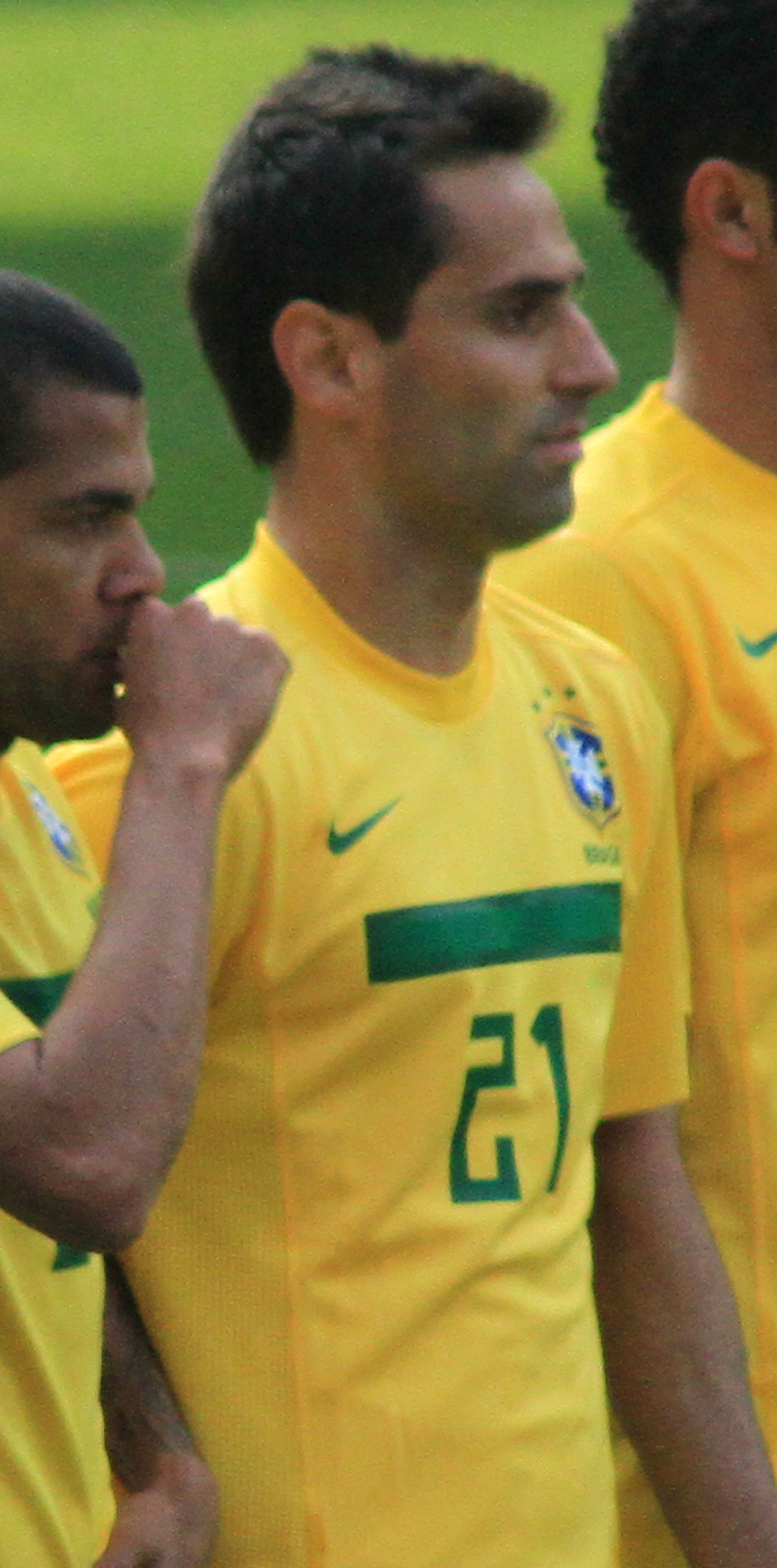
Jonas Gonçalves Oliveira.

Jonas Gonçalves Oliveira fue el punto culminante de la Cofradía en la temporada 2010 siendo el máximo goleador del Campeonato brasileño, Campeonato Gaúcho. En 2010 el club participó en cuatro competiciones: el Campeonato Gaúcho, la Copa de Brasil, el Brasileirão y la Copa Sudamericana. El 17 de enero, en el equipo debutó el entrenador Silas. El resultado fue una inesperada victoria por 3 a 2 en Pelotas, en Boca do Lobo Stadium. En ese mismo partido, Henry, Fernando Borges y Leandro jugaron su primer partido con el club.

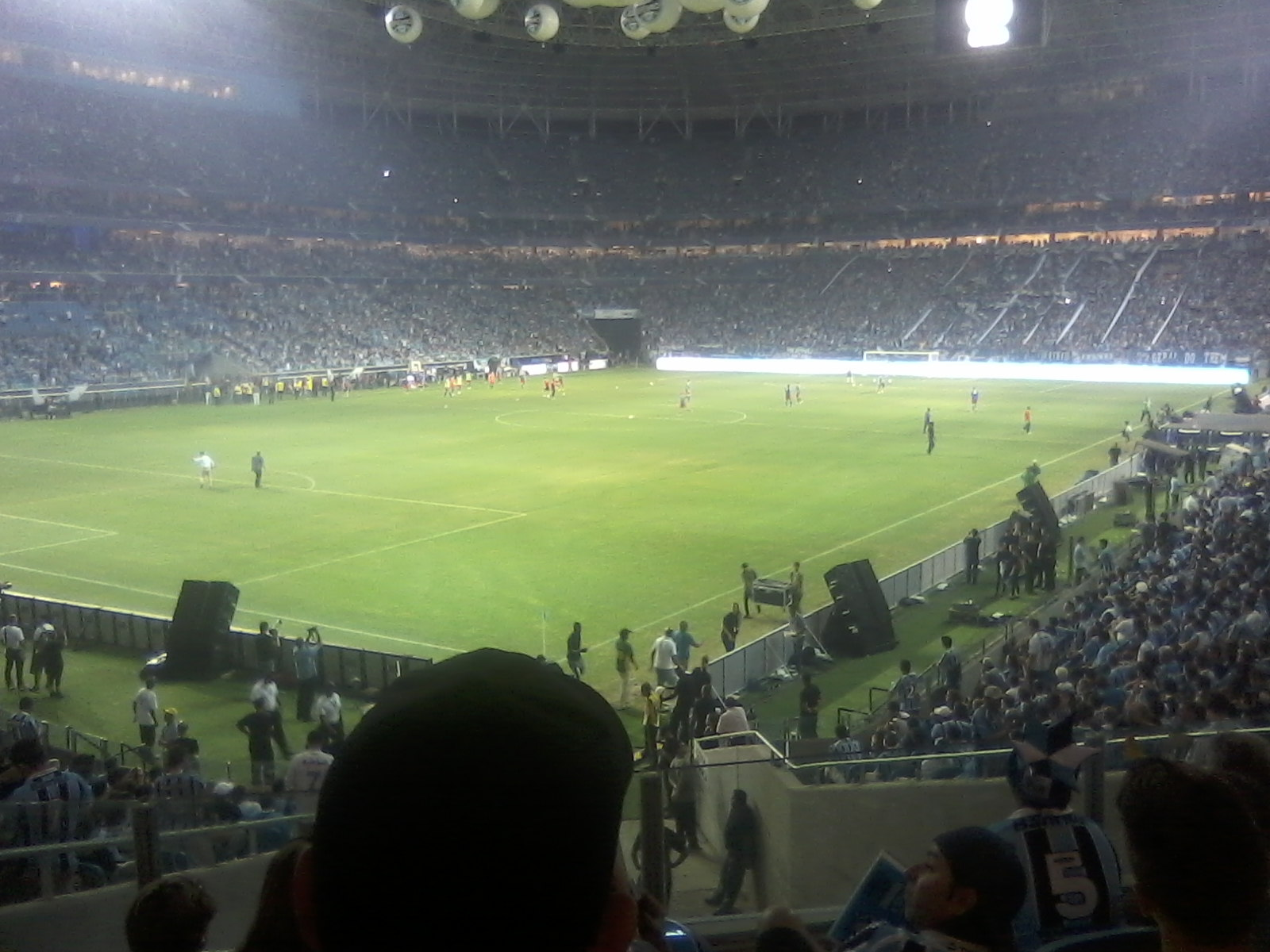
Inauguración del actual estadio, el Arena do Grêmio.

El club ganó la primera ronda del Campeonato Gaúcho 2010 (Fernando Carvalho Cup) al derrotar al Nuevo Hamburgo por 1-0 en el Estadio Olímpico Monumental. El equipo del año 2010 dirigido por Silas superó una marca de la temporada de 1979, en la que el equipo fue dirigido por el entrenador Orlando Fantoni.
El club ganó quince veces consecutivas en competiciones oficiales. La serie comenzó con victoria por 5-1 contra la Universidad, el 7 de febrero (Campeonato Gaúcho) y terminó con derrota por 2-1, válido por la Copa Fabio Koff, el 8 de abril en la segunda ronda de la misma competición. En la final del Campeonato Gaúcho, contra el campeón Internacional en la segunda ronda, Grêmio ganó el primer juego 2-0 en el Estadio Beira-Rio y perdió 1-0 en el Olímpico, con el resultado agregado, el tricolor fue campeón estatal. Fue el 36.º título ganado por el club de esta competencia.
En la Copa de Brasil tras la eliminación de Araguaia, Votoraty, Avaí y Fluminense, Grêmio fue derrotado por el Santos. Después de ganar el partido de ida 4-3 en casa, el club gaúcho perdió 3-1 en Vila Belmiro y fue eliminado en las semifinales de la Copa, el club de São Paulo sería el campeón de esa competición más tarde.
Agosto marcó el cambio de entrenador en el club. Silas, entrenador, y Luis Onofre Meira, director de fútbol, fueron despedidos después de perder ante Fluminense por 2-1 en casa en un partido válido por el Brasileirão. Renato Portaluppi, quien dirigió al Bahía fue contratado como entrenador. En el estreno de Portaluppi, Grêmio derrotó 2-0 en casa al Goiás y lo eliminó de la Copa Sudamericana, pues había empatado el primer partido por 1-1.
Silas al dejar Grêmio dejó el club en situaciones extremas, en crisis y en la zona de descenso. Renato Portaluppi al tomar el mando, reorganizó el equipo, llevándolo al cuarto lugar al final del campeonato brasileño. A pesar de ello, Grêmio no dependía solo en sí mismo para calificar a la Copa Libertadores 2011. Sin embargo, clasificó para el certamen.
Los aspectos más destacados de la temporada fueron el delantero Jonas, máximo goleador del campeonato brasileño con 23 goles, y Víctor y Douglas dos Santos, ambos nominados para el Premio Craque Brasileirão.
En 2011, el club disputaría la Copa Libertadores, el Brasileirão y el Campeonato Gaúcho. En la fase previa de la competición continental, eliminó al Liverpool de Uruguay con marcador global de 5-3 y clasificó para la fase de grupos. Sin embargo, fue eliminado en la segunda ronda por la Universidad Católica de Chile, perdiendo 2-1 en el Olímpico y 1-0 en Santiago. Su debut en el campeonato brasileño de 2011, fue derrota. Grêmio hizo una campaña bastante modesta: 12.º lugar con 48 puntos.
El año 2012 prometía. Grêmio quería decir adiós al Olímpico con los títulos de la Copa de Brasil, Brasileirão y Copa Sudamericana. En Gauchão, eliminó en la primera ronda al Caxias y en la final fue derrotado a manos de Internacional por 2-1 en el Beira-Rio. En la Copa de Brasil, le ganó a River Plate y a Ipatinga-MG, eliminó a Fortaleza y a Bahía en las etapas finales, pero tuvo una derrota frustrante en la semifinal con Palmeiras por 2-0 e incluso trató de sorprender al equipo de Barueri en Sao Paulo, pero solo logró un empate por 1-1, eventualmente, el equipo Gaúcho fue eliminado. En Brasil, Grêmio tuvo una campaña sólida, estuvo entre los tres primeros en la mayor parte del campeonato y tuvo un lugar asegurado en la Copa Libertadores 2013, después de ganarle al São Paulo, por 2-1 en el Olímpico ante un público de 40.217 personas. Garantizó así para el año 2013 la Copa Libertadores por primera vez en el Estadio Arena do Grêmio. El Tricolor Gaúcho fue eliminado de la Copa Sudamericana en 2012, en los cuartos de final por Millonarios de Colombia, con una derrota por 3-1 en Bogotá. En la ida, el equipo Gaúcho ganó por 1-0. Antes había eliminado a Coritiba y a Barcelona de Ecuador.
En 2017, se proclamó campeón de la Copa Libertadores en tierras argentinas luego de triunfar con un 3-1 global en la final (1-0 y 2-1) ante Lanús de Argentina. De esta forma, se clasificó para disputar el Mundial de Clubes 2017, en el cual fue subcampeón.
En 2018, cayó en las semifinales de la Copa Libertadores de forma agónica ante River Plate, tras ganar el partido de ida 1-0 en Buenos Aires y perder 2-1 en Porto Alegre.
En la Copa Libertadores 2019, Gremio alcanzó nuevamente las semifinales, donde fue eliminado por el Flamengo, empatando 1-1 en Porto Alegre y cayendo goleado 5-0 en Río de Janeiro.
En la Copa Libertadores de 2020, que fue suspendida varios meses a causa de la pandemia de COVID-19, el equipo llegó hasta los cuartos de final, donde sería eliminado por el Santos, con un resultado global 5-2 en contra. En el Campeonato Brasileño de Fútbol Serie A 2020, terminó en el sexto puesto, por lo tanto tuvo que disputar la fase previa de la Copa Libertadores 2021. Gremio alcanzó la final de la Copa de Brasil 2020, pero fue derrotado por Palmeiras, campeón de la Copa Libertadores 2020.
En la fase 2 de la Copa Libertadores 2021, eliminó fácilmente a Ayacucho de Perú con un global de 8-2, pero en la fase 3, fue eliminado por Independiente del Valle tras perder los dos partidos (ida y vuelta) 1-2. Después de este resultado, Renato Portaluppi fue despedido del club, tras 4 años y medio como entrenador del club.

### La salida de Renato y el tercer descenso
Tras caer tempranamente en la Copa Libertadores 2021, Gremio continuó su curso en la Copa Sudamericana 2021 donde cayó 1-2 frente a Liga de Quito en octavos de final, quedando eliminado pese el 0-1 obtenido en la ida. En el Brasilerao, con una campaña muy pobre, se posicionó en puestos de descenso durante toda la temporada, si bien logró reponerse en las últimas siete fechas, logrando buenos resultados, no le alcanzaron para lograr la salvación y quedaron en el puesto 17.

## Símbolos

### Escudo
Como muchos otros clubes de Brasil, el Grêmio ha experimentado constantes e importantes cambios en su escudo a lo largo de su historia. Desde 1903, su primer símbolo fue un emblema azul y blanco, que más tarde fue sustituido por un escudo con forma de balón de fútbol. Este último se ha mantenido a lo largo de las décadas, aunque con varias modificaciones. En algunos años, como 1922 y 1953, el escudo del Grêmio incluyó el color amarillo, a pesar de no ser uno de los colores oficiales del club. De los modelos utilizados, dos son conmemorativos: el de 1922, que celebraba los 100 años de la independencia de Brasil y no se usó en competiciones, y el de 1953, que conmemoraba el cincuentenario del equipo. El escudo de 1920 se inspiró en los balones de la época y fue el modelo inicial en la evolución del emblema del club. A partir de 1930, el escudo cambió sus contornos de negro a azul, ocupando solo el centro del símbolo. En 1940, los bastones blancos se volvieron azules y se añadió un nuevo contorno negro. Para 1950, el color del escudo se hizo más claro y se eliminaron las dos esferas de los polos, que fueron reintroducidas en 1960 con un fondo blanco.
El gran cambio en el escudo del Grêmio se produjo en 1963. En ese año, la palabra «Grêmio» pasó a ocupar un lugar destacado en el centro del símbolo, y las esferas de los polos se tiñeron de azul. Este fue el cambio más notorio de la época, diseñado por un comité de directivos del club. El logotipo no sufrió modificaciones significativas en 1970, pero en la década de 1980 tuvo otra gran transformación: se le añadieron dos líneas de contorno al final del símbolo, una más gruesa de color blanco y otra fina de color negro. En la década de 1990, los escudos no tuvieron grandes cambios, ya que el club finalmente encontró un patrón para el emblema que se utiliza en la actualidad. Con el tiempo, se han realizado pequeños, e incluso imperceptibles, ajustes al escudo, que sigue siendo el mismo.

#### Estrellas
Según el club, la estrella de oro representa la victoria en la Copa Intercontinental; la de plata representa las conquistas internacionales; y el de bronce representa las competencias Nacionales. También hay una estrella de oro en la bandera de Grêmio que representa a un jugador, Everaldo, el único jugador de Grêmio en el equipo ganador de la Copa del Mundo de 1970 de Brasil.

### Himno
El primer himno del Grêmio fue compuesto en 1924 por Isolino Leal, exaltando la fuerza y el amor por el club. Más tarde, en 1946, la directiva del club organizó un concurso para elegir una nueva composición. La ganadora fue la de Breno Blauth, grabada por Alcides Gonçalves.
El himno que se usa actualmente fue compuesto por el autor de renombre Lupicínio Rodrigues. En su letra nombra como "ídolo inmortal" (craque imortal en portugués) al que fuera portero en los años veinte y treinta, Eurico Lara este himno fue estrenado en 1953 con motivo de los 50 años del club.

## Datos del club
- Puesto histórico: 8.º (2023)
- Temporadas en 1.ª: 63 (1959-61, 1963-91, 1993-2004, 2006-2021, 2023-)
- Temporadas en 2.ª: 3 (1992, 2005, 2022)
- Mayor goleada conseguida:
  - En amistosos: Grêmio 23:0 Nacional de Porto Allegre (Campeonato Citadino [Porto Alegre], 23 de agosto de 1912).
  - En campeonatos nacionales: Grêmio 8:0 Perdigão (Campeonato Brasileño, 19 de noviembre de 1967).
  - En torneos internacionales: Grêmio 8:0  Aragua (Copa Sudamericana, 6 de mayo de 2021).
- Máximo goleador: Alcindo, El Bugre - 230 goles (1964-1971 y 1977).
- Jugador con más partidos: Tarciso (721).

## Indumentaria
- Uniforme titular: Camiseta con franjas verticales azules, negras y blancas, pantalón negro y medias blancas.
- Uniforme alternativo: Camiseta blanca, pantalón blanco y medias negras.
- Tercer uniforme : Camiseta negra, pantalón azul y medias azules.

El esquema tricolor Grêmio se compone de azul, blanco y negro, una combinación de colores inusual para las camisetas de fútbol. La primera equipación Grêmio se inspiró en el club inglés Exeter City. En ese momento, el equipo original incluía una gorra negra, camisa a rayas en azul y habana (una variación de marrón), corbata blanca, pantalón corto blanco y calcetines negros. Posteriormente, el uniforme se cambió a azul y negro debido a la falta de tela habana. Poco después, se incluyeron rayas blancas verticales en el kit creando un patrón que se utiliza hasta el día de hoy.

### Titular
| 1903 | 1983 | 1995 | 1998 | 1999 | 2000 | Conmemorativa Centenario 2003 | 2006 | 2007 |  |

| 2008 | 2009 | 2010 | 2011 | 2012 | 2013 | 2014 | 2015 | 2016 |  |

| 2017 | 2018 | 2019 | 2020 | 2021 | 2022 | 2023 | 2024 |

### Equipamiento
Las siguientes tablas detallan la cronología de las marcas de las indumentarias y los patrocinadores del Grêmio.
| Período   | Proveedor |
| --------- | --------- |
| 1980–1982 | Olympikus |
| 1983–1984 | Adidas    |
| 1985–1999 | Penalty   |
| 2000–2004 | Kappa     |
| 2005–2010 | Puma      |
| 2011–2014 | Topper    |
| 2015–     | Umbro     |

| Período   | Patrocinador   |
| --------- | -------------- |
| 1987–1994 | Coca-Cola      |
| 1995–1997 | Tintas Renner  |
| 1997      | Ironcryl       |
| 1998–2000 | General Motors |
| 2001–2024 | Banrisul       |
| 2025–     | Alfa Bet       |

## Estadio

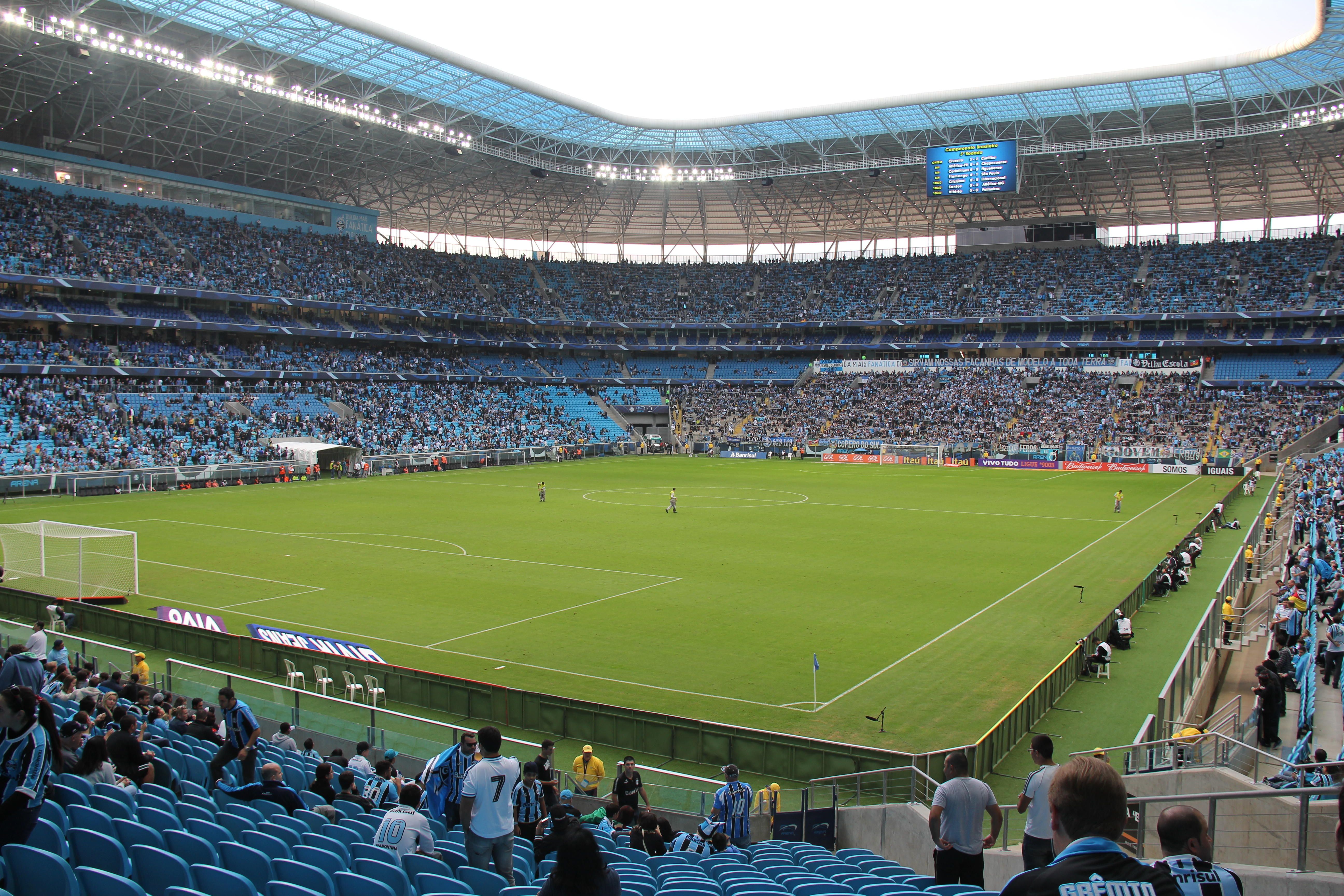
Estadio Arena do Grêmio, donde ejerce su localía.

Anteriormente, el Grêmio jugaba sus partidos de local en el Estadio Olímpico Monumental inaugurado en 1954 y con una capacidad de 54.081 espectadores. El 20 de septiembre de 2011, comenzó la construcción del nuevo Estadio Grêmio Arena, el cual está emplazado en la autopista BR-290 que une la ciudad de Porto Alegre, con los municipios de Osório y El Dorado do Sul, en Rio Grande do Sul. El estadio, forma la parte principal de un complejo de esparcimiento que incluye un hotel, un centro comercial, un centro empresarial y un complejo habitacional de 67.600 metros cuadrados. El estadio cubre una superficie de 85.700 metros cuadrados y tiene capacidad para 60.540 espectadores.

## Jugadores

### Plantilla 2025

#### Altas y bajas 2025 (otoño)
| Altas   | Altas    | Altas       | Altas | Altas |
| Jugador | Posición | Procedencia | Tipo  | Costo |
| ------- | -------- | ----------- | ----- | ----- |

| Bajas   | Bajas    | Bajas    | Bajas     | Bajas |
| Jugador | Posición | Destino  | Tipo      | Costo |
| ------- | -------- | -------- | --------- | ----- |
| Adriel  | Portero  | Athletic | Préstamo. | --    |

1. ↑  Con opción de compra.[75]

## Entrenadores
Capitanes
- Oswaldo Siebel (1904)[76]
- Guilherme Kallfelz (1906)[77]

Directores técnicos
- Otto Bumbel (?–noviembre de 1951)[78]
- Telêmaco Frazão (noviembre de 1951–febrero de 1954)[79][80]
- Antonio Carlos Ribeiro (interino- febrero de 1954–marzo de 1954)[80][81]
- Martim Aranha (interino- marzo de 1954–abril de 1954)[81]
- László Székely (abril de 1954–noviembre de 1954)[82][83]
- Luiz Carvalho (interino- noviembre de 1954–enero de 1955)[83][84]
- Foguinho (enero de 1955–noviembre de 1961)[84][85]
- Ênio Rodrigues (noviembre de 1961–octubre de 1962)[85][86]
- Sérgio Torres (octubre de 1962–diciembre de 1963)[86][87]
- Carlos Froner (diciembre de 1963–diciembre de 1965)[88][89]
- Luiz Engelke (diciembre de 1965–?)[90][91]
- Carlos Froner (diciembre de 1966–enero de 1968)[92][93]
- Sérgio Moacir (enero de 1968–diciembre de 1969)[94][95]
- Carlos Froner (diciembre de 1969–?)[96]
- Paulo Lumumba (marzo de 1976–?)[97]
- Sebastião Lazaroni (noviembre de 1997–?)[98]
- Cláudio Duarte (?–diciembre de 1999)[99]
- Émerson Leão (diciembre de 1999–marzo de 2000)[100][101]
- Antônio Lopes (marzo de 2000–agosto de 2000)[102][103]
- Celso Roth (agosto de 2000–diciembre de 2000)[103][104]
- Tite (diciembre de 2000–junio de 2003)[105][106]
- Darío Pereyra (junio de 2003–julio de 2003)[107][108]
- Nestor Simionatto (julio de 2003–agosto de 2003)[109][110]
- Adilson Batista (agosto de 2003–junio de 2004)[110][111]
- José Luiz Plein (junio de 2004–septiembre de 2004)[112][113]
- Cuca (septiembre de 2004–octubre de 2004)[114][115]
- Cláudio Duarte (octubre de 2004–diciembre de 2004)[115][116]
- Hugo de León (diciembre de 2004–abril de 2005)[117][118]
- Tonho (interino- abril de 2005)[118]
- Mano Menezes (abril de 2005–2007)[119][120]
- Vágner Mancini (diciembre de 2007–febrero de 2008)[121][122]
- Celso Roth (febrero de 2008–abril de 2009)[123][124]
- Marcelo Rospide (interino- abril de 2009–mayo de 2009)[124][125]
- Paulo Autuori (mayo de 2009–noviembre de 2009)[126][127]
- Marcelo Rospide (interino- noviembre de 2009–diciembre de 2009)[127]
- Silas (diciembre de 2009–agosto de 2010)[128][129]
- João Antônio y Paulo Paixão (interino- agosto de 2010)[129]
- Renato Gaúcho (agosto de 2010–junio de 2011)[130][131]
- Julinho Camargo (julio de 2011–agosto de 2011)[132][133]
- Celso Roth (agosto de 2011–diciembre de 2011)[134][135]
- Caio Júnior (diciembre de 2011–febrero de 2012)[136][137]
- Vanderlei Luxemburgo (febrero de 2012–junio de 2013)[138][139]
- Renato Gaúcho (julio de 2013–diciembre de 2013)[140][141]
- Enderson Moreira (diciembre de 2013–julio de 2014)[141][142]
- André Jardine (interino- julio de 2014)[142]
- Luiz Felipe Scolari (julio de 2014–mayo de 2015)[143][144]
- James Freitas (interino- mayo de 2015)[144]
- Roger Machado (mayo de 2015–septiembre de 2016)[145][146]
- James Freitas (interino- septiembre de 2016)[147]
- Renato Gaúcho (septiembre de 2016–abril de 2021)[148][149]
- Thiago Gomes (interino- abril de 2021)[149]
- Tiago Nunes (abril de 2021–julio de 2021)[150][151]
- Luiz Felipe Scolari (junio de 2021–octubre de 2021)[152][153]
- Thiago Gomes (interino- octubre de 2021)[153]
- Vágner Mancini (octubre de 2021–febrero de 2022)[154][155]
- César Lopes (interino- febrero de 2022)[156]
- Roger Machado (febrero de 2022–septiembre de 2022)[61][157]
- Renato Gaúcho (septiembre de 2022–diciembre de 2024)[157][158]
- Gustavo Quinteros (diciembre de 2024–abril de 2025)[159][160]
- James Freitas (interino- abril de 2025)[161]
- Mano Menezes (abril de 2025–presente)[6]

## Participaciones internacionales

### Resumen
Nota: Campeón
| Competencia                           | Edición |
| ------------------------------------- | --- |
| Copa Libertadores de América (22)     | 1982, 1983, 1984, 1990, 1995, 1996, 1997, 1998, 2002, 2003, 2007, 2009, 2011, 2013, 2014, 2016, 2017, 2018, 2019, 2020, 2021, 2024. |
| Copa Intercontinental (2)             | 1983, 1995 |
| Copa Mundial de Clubes de la FIFA (1) | 2017 |
| Copa Sudamericana (7)                 | 2003, 2004, 2008, 2010, 2012, 2021, 2025                                                                                            |
| Supercopa Sudamericana (10)           | 1988, 1989, 1990, 1991, 1992, 1993, 1994, 1995, 1996, 1997                                                                          |
| Copa Mercosur (3)                     | 1998, 1999, 2001 |
| Copa Conmebol (2)                     | 1992, 1994 |
| Recopa Sudamericana (2)               | 1996, 2018 |
| Copa de Oro Nicolás Leoz (1)          | 1996 |

### Detalle
Nota: Competición Activa
| Torneo                            | TJ | PJ  | PG  | PE | PP | GF  | GC  | Dif. | Pts. |
| --------------------------------- | -- | --- | --- | -- | -- | --- | --- | ---- | ---- |
| Copa Libertadores de América      | 22 | 215 | 112 | 44 | 59 | 328 | 197 | +131 | 367  |
| Copa Intercontinental             | 2  | 2   | 1   | 1  | 0  | 2   | 1   | +1   | 4    |
| Copa Mundial de Clubes de la FIFA | 1  | 2   | 1   | 0  | 1  | 1   | 1   | 0    | 3    |
| Copa Sudamericana                 | 6  | 22  | 11  | 5  | 6  | 38  | 28  | +10  | 38   |
| Copa Mercosur                     | 3  | 22  | 9   | 8  | 5  | 30  | 21  | +9   | 35   |
| Supercopa Sudamericana            | 10 | 36  | 10  | 12 | 14 | 45  | 49  | –4   | 42   |
| Recopa Sudamericana               | 2  | 3   | 1   | 2  | 0  | 5   | 2   | +3   | 5    |
| Copa Conmebol                     | 2  | 6   | 1   | 4  | 1  | 5   | 7   | –2   | 7    |
| Copa de Oro Nicolás Leoz          | 1  | 1   | 0   | 0  | 1  | 1   | 2   | –1   | 0    |
| Total                             | 49 | 309 | 146 | 76 | 87 | 455 | 308 | +147 | 501  |

## Palmarés

### Títulos oficiales
Nota: en negrita competiciones vigentes en la actualidad.
Torneos nacionales
| Competición nacional      | Títulos                       | Subtítulos             |
| ------------------------- | ----------------------------- | ---------------------- |
| Serie A (2/4)             | 1981, 1996.                   | 1982, 2008, 2013, 2023 |
| Copa de Brasil (5/4)      | 1989, 1994, 1997, 2001, 2016. | 1991, 1993, 1995, 2020 |
| Supercopa de Brasil (1/0) | 1990.                         |                        |
| Serie B (1/1)             | 2005.                         | 2022.                  |

Torneos internacionales
| Competición internacional    | Títulos           | Subtítulos  |
| ---------------------------- | ----------------- | ----------- |
| Copa Mundial de Clubes (0/1) |                   | 2017.       |
| Copa Intercontinental (1/1)  | 1983.             | 1995.       |
| Copa Libertadores (3/2)      | 1983, 1995, 2017. | 1984, 2007. |
| Recopa Sudamericana (2/0)    | 1996, 2018.       |             |

Torneos estaduales
| Competición estadual              | Títulos | Subtítulos |
| --------------------------------- | --- | --- |
| Campeonato Gaúcho (43/28)         | 1921, 1922, 1926, 1931, 1932, 1946, 1949, 1956, 1957, 1958, 1959, 1960, 1962, 1963, 1964, 1965, 1966, 1967, 1968, 1977, 1979, 1980, 1985, 1986, 1987, 1988, 1989, 1990, 1993, 1995, 1996, 1999, 2001, 2006, 2007, 2010, 2018, 2019, 2020, 2021, 2022, 2023, 2024. | 1919, 1920, 1925, 1930, 1933, 1935, 1961, 1969, 1970, 1971, 1972, 1973, 1974, 1975, 1976, 1978, 1981, 1982, 1984, 1991, 1992, 1997, 2000, 2009, 2011, 2014, 2015, 2025. |
| Copa FGF (1/0)                    | 2006. | |
| Recopa Gaúcha (5/2)               | 2019, 2021, 2022, 2023, 2025. | 2020, 2024. |
| Campeonato de Porto Alegre (28/8) | 1911, 1912, 1914, 1915, 1919, 1920, 1921, 1922, 1923, 1925, 1926, 1930, 1931, 1932, 1933, 1935, 1937, 1938, 1939, 1946, 1949, 1956, 1957, 1958, 1959, 1960, 1964, 1965. (Récord)                                                                                  | 1910, 1918, 1943, 1948, 1950, 1953, 1955 y 1972. |

## Rivalidades

### Grenal
La rivalidad más grande del Grêmio es el Internacional, con quien juega el clásico Grenal, siendo uno de los clásicos con más importancia en Brasil. El primer partido entre ambos se disputó el 18 de julio de 1909 y lo ganó Grémio por 10 a 0.

### Gre-Ju
Otro rival del mismo estado es el club Juventude con quien juega el clásico Gre-Ju.   En los últimos años ocurrió poco en el torneo nacional ya que Juventude tardó 14 años en volver para la Serie A.
El enfrentamiento es considerado un clásico del fútbol gaucho porque involucra a dos de los más grandes representantes del estado, sin embargo los números son mucho más favorables a Grêmio tanto en enfrentamientos absolutos como decisivos.
El primer encuentro entre ambos tuvo lugar el 15 de junio de 1920, cuando Gremio ganó a  Juventud por 3-0 en la Baixada.